# Nduka Ozokwo
Nduka Morrison Ozokwo (* 25. Dezember 1988 in Enugu) ist ein nigerianischer ehemaliger Fußballspieler.

## Karriere
Nduka Ozokwo kam in der nigerianischen Stadt Enugu auf die Welt und begann hier in der Jugend der Enugu Rangers mit dem Vereinsfußball. Im Sommer 2006 wurde er dann Teil des Profi-Teams. Ein Jahr später wechselte er dann in die französische Liga zu OGC Nizza. Hier blieb er zwei Spielzeiten lang und spielte fast ausschließlich für die Reservemannschaft. In lediglich zwei Ligaspielen spielte er auch für das Profi-Team. Zur Spielzeit 2009/10 kehrte er in seine Heimat zurück und spielte bis zur Winterpause bei Enugu Rangers.
Zur Winterpause Spielzeit 2009/10 einigte er sich mit dem türkischen Zweitligisten Boluspor für eine halb Spielzeit und wechselte in die TFF 1. Lig. Nach Ablauf seines Vertrages wechselte er innerhalb der Liga zu Mersin İdman Yurdu. Hier eroberte er sich auf Anhieb einen Stammplatz im Profi-Team. Die Saison 2010/11 schloss er mit seiner Mannschaft als Meister der 1. Lig ab und erreichte so den direkten Aufstieg in die Süper Lig.
Im Frühjahr 2015 wechselte er zum Zweitligisten Adanaspor. In der 1. Lig wurde er mit seinem Verein Zweitligameister der Saison 2015/16 und erreichte den Aufstieg in die Süper Lig.
Trotz dieses Erfolges mit Adanaspor wechselte er zum Sommer 2016 zum Schweizer Zweitligisten FC Wil. Im Sommer 2017 heuerte er beim Zweitligisten MKE Ankaragücü an und kehrte damit nach einer Saison in die Türkei zurück.

## Erfolg
Mit Mersin İdman Yurdu
- Meister der TFF 1. Lig und Aufstieg in die Süper Lig: 2010/11
- Playoff-Sieger der TFF 1. Lig und Aufstieg in die Süper Lig: 2013/14

Mit Adanaspor
- Meister der TFF 1. Lig und Aufstieg in die Süper Lig: 2015/16

Mit MKE Ankaragücü
- Vizemeister der TFF 1. Lig und Aufstieg in die Süper Lig: 2017/18